# Campionat del Món d'atletisme de 2017
El XVI Campionat Mundial d'Atletisme va ser una competició esportiva que es va disputar a Londres (Regne Unit) entre els dies 4 i 13 d'agost de 2017 sota l'organització de l'Associació Internacional de Federacions d'Atletisme i la Federació Britànica d'Atletisme. La competició es va celebrar a l'Estadi Olímpic de Londres, seu principal dels Jocs Olímpics de Londres 2012.

## Medaller
Seu
| Pos.  | País                         | Or | Plata | Bronze | Total |
| 1     | Estats Units                 | 10 | 11    | 9      | 30    |
| 2     | Kenya                        | 5  | 2     | 4      | 11    |
| 3     | Sud-àfrica                   | 3  | 1     | 2      | 6     |
| 4     | França                       | 3  | 0     | 2      | 5     |
| 5     | R.P. de la Xina              | 2  | 3     | 2      | 7     |
| 6     | Regne Unit                   | 2  | 3     | 1      | 6     |
| 7     | Etiòpia                      | 2  | 3     | 0      | 5     |
| 8     | Polònia                      | 2  | 2     | 4      | 8     |
| 9     | Alemanya                     | 1  | 2     | 2      | 5     |
| 10    | Txèquia                      | 1  | 1     | 1      | 3     |
| 11    | Austràlia                    | 1  | 1     | 0      | 2     |
| 11    | Bahrain                      | 1  | 1     | 0      | 2     |
| 11    | Colòmbia                     | 1  | 1     | 0      | 2     |
| 11    | Turquia                      | 1  | 1     | 0      | 2     |
| 15    | Jamaica                      | 1  | 0     | 3      | 4     |
| 15    | Països Baixos                | 1  | 0     | 3      | 4     |
| 17    | Croàcia                      | 1  | 0     | 1      | 2     |
| 17    | Noruega                      | 1  | 0     | 1      | 2     |
| 17    | Portugal                     | 1  | 0     | 1      | 2     |
| 17    | Qatar                        | 1  | 0     | 1      | 2     |
| 17    | Trinitat i Tobago            | 1  | 0     | 1      | 2     |
| 17    | Veneçuela                    | 1  | 0     | 1      | 2     |
| 23    | Bèlgica                      | 1  | 0     | 0      | 1     |
| 23    | Grècia                       | 1  | 0     | 0      | 1     |
| 23    | Lituània                     | 1  | 0     | 0      | 1     |
| 23    | Nova Zelanda                 | 1  | 0     | 0      | 1     |
| 27    | Costa d'Ivori                | 0  | 2     | 0      | 2     |
| 28    | Japó                         | 0  | 1     | 2      | 3     |
| 29    | Bahames                      | 0  | 1     | 1      | 2     |
| 29    | Hongria                      | 0  | 1     | 1      | 2     |
| 31    | Burundi                      | 0  | 1     | 0      | 1     |
| 31    | Marroc                       | 0  | 1     | 0      | 1     |
| 31    | Mèxic                        | 0  | 1     | 0      | 1     |
| 31    | Suècia                       | 0  | 1     | 0      | 1     |
| 31    | Uganda                       | 0  | 1     | 0      | 1     |
| 31    | Ucraïna                      | 0  | 1     | 0      | 1     |
| 37    | Brasil                       | 0  | 0     | 1      | 1     |
| 37    | Cuba                         | 0  | 0     | 1      | 1     |
| 37    | Itàlia                       | 0  | 0     | 1      | 1     |
| 37    | Kazakhstan                   | 0  | 0     | 1      | 1     |
| 37    | Síria                        | 0  | 0     | 1      | 1     |
| 37    | Tanzània                     | 0  | 0     | 1      | 1     |
| NR    | Atletes neutrals autoritzats | 1  | 5     | 0      | 6     |
| Total | Total                        | 48 | 48    | 49     | 145   |

## Resum de medalles

### Categoria masculina
| Proves | Or                                                                                                 | Plata          | Bronze |             |                                                                                             |             |
| 100 metres detalls | Justin Gatlin (EUA)                                                                                | 9.92 SB        | Christian Coleman (EUA)                                                                                      | 9.94        | Usain Bolt (JAM)                                                                            | 9.95 SB     |
| 200 metres detalls | Ramil Guliyev (TUR)                                                                                | 20.09          | Wayde van Niekerk (RSA)                                                                                      | 20.11       | Jereem Richards (TRI)                                                                       | 20.11       |
| 400 metres detalls | Wayde van Niekerk (RSA)                                                                            | 43.98          | Steven Gardiner (BAH)                                                                                        | 44.41       | Abdalelah Haroun (QAT)                                                                      | 44.48 SB    |
| 800 metres detalls | Pierre-Ambroise Bosse (FRA)                                                                        | 1:44.67 SB     | Adam Kszczot (POL)                                                                                           | 1:44.95 SB  | Kipyegon Bett (KEN)                                                                         | 1:45.21     |
| 1.500 metres detalls | Elijah Manangoi (KEN)                                                                              | 3:33.61        | Timothy Cheruiyot (KEN)                                                                                      | 3:33.99     | Filip Ingebrigtsen (NOR)                                                                    | 3:34.53     |
| 5.000 metres detalls | Muktar Edris (ETH)                                                                                 | 13:32.79       | Mo Farah (GBR)                                                                                               | 13:33.22    | Paul Chelimo (EUA)                                                                          | 13:33.30    |
| 10.000 metres detalls | Mo Farah (GBR)                                                                                     | 26:49.51 WL    | Joshua Cheptegei (UGA)                                                                                       | 26:49.93 PB | Paul Tanui (KEN)                                                                            | 26:50.60 SB |
| Marató detalls | Geoffrey Kirui (KEN)                                                                               | 2:08:26        | Tamirat Tola (ETH)                                                                                           | 2:09:48     | Alphonce Simbu (TAN)                                                                        | 2:09:50     |
| 110 metres tanques detalls | Omar McLeod (JAM)                                                                                  | 13.04          | Sergey Shubenkov (ANA)                                                                                       | 13.14       | Balázs Baji (HUN)                                                                           | 13.28       |
| 400 metres tanques detalls | Karsten Warholm (NOR)                                                                              | 48.35          | Yasmani Copello (TUR)                                                                                        | 48.49       | Kerron Clement (EUA)                                                                        | 48.52       |
| 3.000 metres obstacles detalls | Conseslus Kipruto (KEN)                                                                            | 8:14.12        | Soufiane El Bakkali (MAR)                                                                                    | 8:14.49     | Evan Jager (EUA)                                                                            | 8:15.53     |
| 20 km marxa detalls | Éider Arévalo (COL)                                                                                | 1:18:53 NR     | Sergey Shirobokov (ANA)                                                                                      | 1:18:55     | Caio Bonfim (BRA)                                                                           | 1:19:04 NR  |
| 50 km marxa detalls | Yohann Diniz (FRA)                                                                                 | 3:33:12 CR     | Hirooki Arai (JPN)                                                                                           | 3:41:17 SB  | Kai Kobayashi (JPN)                                                                         | 3:41:19 PB  |
| 4x100 metres relleus detalls | Regne Unit Chijindu Ujah · Adam Gemili · Danny Talbot · Nethaneel Mitchell-Blake                   | 37.47 WL, AR   | Estats UnitsMike Rodgers · Justin Gatlin · Jaylen Bacon · Christian Coleman · BeeJay Lee*                    | 37.52 SB    | JapóShuhei Tada · Shota Iizuka · Yoshihide Kiryu · Kenji Fujimitsu · Asuka Cambridge*       | 38.04 SB    |
| 4x400 metres relleus detalls | Trinitat i Tobago Jarrin Solomon · Jereem Richards · Machel Cedenio · Lalonde Gordon · Renny Quow* | 2:58.12 WL, NR | Estats UnitsWilbert London III · Gil Roberts · Michael Cherry · Fred Kerley · Bryshon Nellum* · Tony McQuay* | 2:58.65 SB  | Regne Unit Matthew Hudson-Smith · Rabah Yousif · Dwayne Cowan · Martyn Rooney · Jack Green* | 2:59.00 SB  |
| Salt d'alçada detalls | Mutaz Essa Barshim (QAT)                                                                           | 2.35 m         | Danil Lysenko (ANA)                                                                                          | 2.32 m      | Majededdin Ghazal (SYR)                                                                     | 2.29 m      |
| Salt de perxa detalls | Sam Kendricks (EUA)                                                                                | 5.95 m         | Piotr Lisek (POL)                                                                                            | 5.89 m      | Renaud Lavillenie (FRA)                                                                     | 5.89 m SB   |
| Salt de llargada detalls | Luvo Manyonga (RSA)                                                                                | 8.48 m         | Jarrion Lawson (EUA)                                                                                         | 8.44 m      | Rushwahl Samaai (RSA)                                                                       | 8.32 m      |
| Triple salt detalls | Christian Taylor (EUA)                                                                             | 17.68 m        | Will Claye (EUA)                                                                                             | 17.63 m     | Nelson Évora (POR)                                                                          | 17.19 m     |
| Llançament de pes detalls | Tomas Walsh (NZL)                                                                                  | 22.03 m        | Joe Kovacs (EUA)                                                                                             | 21.66 m     | Stipe Žunić (CRO)                                                                           | 21.46 m     |
| Llançament de disc detalls | Andrius Gudžius (LTU)                                                                              | 69.21 m PB     | Daniel Ståhl (SWE)                                                                                           | 69.19 m     | Mason Finley (EUA)                                                                          | 68.03 m PB  |
| Llançament de javelina detalls | Johannes Vetter (GER)                                                                              | 89.89 m        | Jakub Vadlejch (CZE)                                                                                         | 89.73 m PB  | Petr Frydrych (CZE)                                                                         | 88.32 m PB  |
| Llançament de martell detalls | Paweł Fajdek (POL)                                                                                 | 79.81 m        | Valeriy Pronkin (ANA)                                                                                        | 78.16 m     | Wojciech Nowicki (POL)                                                                      | 78.03 m     |
| Decatló detalls | Kévin Mayer (FRA)                                                                                  | 8.768 WL       | Rico Freimuth (GER)                                                                                          | 8.564       | Kai Kazmirek (GER)                                                                          | 8.488 SB    |
| AR Rècord del continent \| CR Rècord del campionat \| NR Rècord nacional \| OR Rècord olímpic \| PB/PR Millor marca personal/Rècord personal SB Millor marca personal de la temporada \| WL Millor marca mundial de l'any \| WR Rècord del món | |                | |             |                                                                                             |             |

* Indica els atletes que sols van competir en les rondes preliminars i van rebre medalla.

### Categoria femenina
| Proves | Or | Or             | Plata                                                                                        | Plata       | Bronze | Bronze           |
| 100 metres detalls | Tori Bowie (EUA)                                                                                                   | 10.85 SB       | Marie-Josée Ta Lou (CIV)                                                                     | 10.86 PB    | Dafne Schippers (NED) | 10.96            |
| 200 metres detalls | Dafne Schippers (NED)                                                                                              | 22.05 SB       | Marie-Josée Ta Lou (CIV)                                                                     | 22.08 NR    | Shaunae Miller-Uibo (BAH) | 22.15            |
| 400 metres detalls | Phyllis Francis (EUA)                                                                                              | 49.92 PB       | Salwa Eid Naser (BHR)                                                                        | 50.06 NR    | Allyson Felix (EUA) | 50.08            |
| 800 metres detalls | Caster Semenya (RSA)                                                                                               | 1:55.16 WL, NR | Francine Niyonsaba (BDI)                                                                     | 1:55.92     | Ajee Wilson (EUA) | 1:56.65          |
| 1.500 metres detalls | Faith Kipyegon (KEN)                                                                                               | 4:02.59        | Jennifer Simpson (EUA)                                                                       | 4:02.76     | Caster Semenya (RSA) | 4:02.90          |
| 5.000 metres detalls | Hellen Obiri (KEN)                                                                                                 | 14:34.86       | Almaz Ayana (ETH)                                                                            | 14:40.35 SB | Sifan Hassan (NED) | 14:42.73         |
| 10.000 metres detalls | Almaz Ayana (ETH)                                                                                                  | 30:16.32 WL    | Tirunesh Dibaba (ETH)                                                                        | 31:02.69 SB | Agnes Jebet Tirop (KEN) | 31:03.50 PB      |
| Marató detalls | Rose Chelimo (BHR)                                                                                                 | 2:27:11        | Edna Kiplagat (KEN)                                                                          | 2:27:18     | Amy Cragg (EUA) | 2:27:18          |
| 100 metres tanques detalls | Sally Pearson (AUS)                                                                                                | 12.59          | Dawn Harper-Nelson (EUA)                                                                     | 12.63 SB    | Pamela Dutkiewicz (GER) | 12.72            |
| 400 metres tanques detalls | Kori Carter (EUA)                                                                                                  | 53.07          | Dalilah Muhammad (EUA)                                                                       | 53.50       | Ristananna Tracey (JAM) | 53.74 PB         |
| 3.000 metres obstacles detalls | Emma Coburn (EUA)                                                                                                  | 9:02.58 CR     | Courtney Frerichs (EUA)                                                                      | 9:03.77 PB  | Hyvin Jepkemoi (KEN) | 9:04.03          |
| 20 km marxa detalls | Yang Jiayu (CHN)                                                                                                   | 1:26:18 PB     | Lupita González (MEX)                                                                        | 1:26:19 SB  | Antonella Palmisano (ITA) | 1:26:36 PB       |
| 50 km marxa detalls | Inês Henriques (POR)                                                                                               | 4:05:56 CR     | Yin Hang (CHN)                                                                               | 4:08:58 AR  | Yang Shuqing (CHN) | 4:20:50          |
| 4x100 metres relleus detalls | Estats UnitsAaliyah Brown · Allyson Felix · Morolake Akinosun · Tori Bowie · Ariana Washington*                    | 41.82 WL       | Regne Unit Asha Philip · Desirèe Henry · Dina Asher-Smith · Daryll Neita                     | 42.12       | JamaicaJura Levy · Natasha Morrison · Simone Facey · Sashalee Forbes · Christania Williams*                                  | 42.19 SB         |
| 4x400 metres relleus detalls | Estats UnitsQuanera Hayes · Allyson Felix · Shakima Wimbley · Phyllis Francis · Kendall Ellis* · Natasha Hastings* | 3:19:02 WL     | Regne UnitZoey Clark · Laviai Nielsen · Eilidh Doyle · Emily Diamond · Perri Shakes-Drayton* | 3:25:00     | PolòniaMałgorzata Hołub · Iga Baumgart · Aleksandra Gaworska · Justyna Święty · Patrycja Wyciszkiewicz* · Martyna Dąbrowska* | 3:25:41 SB       |
| Salt d'alçada detalls | Mariya Lasitskene (ANA)                                                                                            | 2.03 m         | Yuliya Levchenko (UKR)                                                                       | 2.01 m PB   | Kamila Lićwinko (POL) | 1.99 m SB        |
| Salt de perxa detalls | Katerina Stefanidi (GRE)                                                                                           | 4.91 m WL, NR  | Sandi Morris (EUA)                                                                           | 4.75 m      | Robeilys Peinado (VEN) Yarisley Silva (CUB)                                                                                  | 4.65 m =NR4.65 m |
| Salt de llargada detalls | Brittney Reese (EUA)                                                                                               | 7.02 m         | Darya Klishina (ANA)                                                                         | 7.00 m SB   | Tianna Bartoletta (EUA) | 6.97 m           |
| Triple salt detalls | Yulimar Rojas (VEN)                                                                                                | 14.91 m        | Caterine Ibargüen (COL)                                                                      | 14.89 m SB  | Olga Rypakova (KAZ) | 14.77 m SB       |
| Llançament de pes detalls | Gong Lijiao (CHN)                                                                                                  | 19.94 m        | Anita Márton (HUN)                                                                           | 19.49 m     | Michelle Carter (EUA) | 19.14 m          |
| Llançament de disc detalls | Sandra Perković (CRO)                                                                                              | 70.31 m        | Dani Stevens (AUS)                                                                           | 69.64 m     | Mélina Robert-Michon (FRA)                                                                                                   | 66.21 m SB       |
| Llançament de javelina detalls | Barbora Špotáková (CZE)                                                                                            | 66.76 m        | Li Lingwei (CHN)                                                                             | 66.25 m PB  | Lü Huihui (CHN) | 65.26 m          |
| Llançament de martell detalls | Anita Włodarczyk (POL)                                                                                             | 77.90 m        | Wang Zheng (CHN)                                                                             | 75.98 m     | Malwina Kopron (POL) | 74.76 m          |
| Heptatló detalls | Nafissatou Thiam (BEL)                                                                                             | 6784           | Carolin Schäfer (GER)                                                                        | 6696        | Anouk Vetter (NED) | 6636             |
| AR Rècord del continent \| CR Rècord del campionat \| NR Rècord nacional \| OR Rècord olímpic \| PB/PR Millor marca personal/Rècord personal SB Millor marca personal de la temporada \| WL Millor marca mundial de l'any \| WR Rècord del món | |                |                                                                                              |             | |                  |